# Stephen Spinella
Stephen Nicholas Spinella (Napoli, 11 ottobre 1956) è un attore statunitense, che lavora in campo teatrale, cinematografico e televisivo.

## Biografia
Nasce a Napoli ma cresce a Glendale in Arizona, figlio di un meccanico aeronavale. Si è laureato presso l'Università dell'Arizona, con indirizzo teatro. Nel 1979 lascia l'Arizona e si trasferisce a New York, dove si guadagna da vivere lavorando in alcuni ristoranti e in alcune rappresentazioni teatrali minori. Nel 1982 ottiene un MFA in recitazione alla New York University. Inizia la sua carriera professionale nel 1993, ottenendo immediato successo con l'interpretazione di Prior Walter nelle produzioni originali dell'epopea di Tony Kushner Angels in America, a Broadway. Per la sua interpretazione vince e Tony Award e due Drama Desk Award. Successivamente inizia a lavorare per il cinema, recitando in film come Virtuality, Infedeli per sempre e The Jackal.
Nel 1997 torna a teatro con Uno sguardo dal ponte di Arthur Miller, a cui segue l'Elettra di Sofocle e vari adattamenti delle opere di James Joyce, venendo nuovamente candidato ad importanti premi teatrali. Parallelamente al teatro continua a lavorare per il cinema, partecipando a Paradiso perduto, L'insaziabile, Il prezzo della libertà e Connie & Carla, inoltre si costruisce una discreta carriera televisiva, apparendo nelle più note serie televisive come Alias, Will & Grace, Everwood, Desperate Housewives e 24, in quest'ultima ha ricoperto il ruolo di Miles Papazian nella 5ª stagione. Nel 2006 partecipa al pluripremiato musical rock Spring Awakening, basato sulle musiche di Duncan Sheik, mentre nel 2008 recita nel film di Gus Van Sant Milk.
Spinella è apertamente gay.

## Filmografia

### Cinema
- Virtuality (Virtuosity), regia di Brett Leonard (1995)
- Tarantella, regia di Helen De Michiel (1995)
- Infedeli per sempre (Faithful), regia di Paul Mazursky (1996)
- Le stagioni dell'amore (Love! Valours! Compassion!), regia di Joe Mantello (1997)
- The Jackal, regia di Michael Caton-Jones (1997)
- Paradiso perduto (Great Expectations), regia di Alfonso Cuarón (1998)
- L'insaziabile (Ravenous), regia di Antonia Bird (1999)
- Il prezzo della libertà (Cradle Will Rock), regia di Tim Robbins (1999)
- Bubble Boy, regia di Blair Hayes (2001)
- House of D, regia di David Duchovny (2004)
- Connie e Carla (Connie and Carla), regia di Michael Lembeck (2004)
- And Then Came Love, regia di Richard Schenkman (2007)
- Milk, regia di Gus Van Sant (2008)
- Rubber, regia di Quentin Dupieux (2010)
- Lincoln, regia di Steven Spielberg (2012)
- House of Dust, regia di Alejandro Daniel Calvo (2013)
- The Lennon Report, regia di Jeremy Profe (2016)
- Copia originale (Can You Ever Forgive Me?), regia di Marielle Heller (2018)
- Bad Education, regia di Cory Finley (2019)

### Televisione
- Parole dal cuore (What the Deaf Man Heard), regia di John Kent Harrison – film TV (1997)
- Law & Order - I due volti della giustizia (Law & Order) – serie TV, 1 episodio (2000)
- The Education of Max Bickford – serie TV, 1 episodio (2001)
- Senza traccia (Without a Trace) – serie TV, 1 episodio (2005)
- Ed – serie TV, 1 episodio (2002)
- Alias – serie TV, 3 episodi (2002-2005)
- Frasier – serie TV, 1 episodio (2003)
- Huff – serie TV, 1 episodio (2004)
- Will & Grace – serie TV, episodio 8x06 (2005)
- 24 – serie TV, 10 episodi (2006)
- Heroes – serie TV (2006)
- Grey's Anatomy – serie TV, episodio 2x13 (2006)
- E.R. - Medici in prima linea (ER) – serie TV, 1 episodio (2008)
- Desperate Housewives – serie TV, 4 episodi (2008-2009)
- The Mentalist – serie TV, 1 episodio (2008)
- Royal Pains – serie TV, 12 episodi (2013-2016)
- The Normal Heart, regia di Ryan Murphy – film TV (2014)
- The Knick – serie TV, 1 episodio (2015)
- Elementary – serie TV, 1 episodio (2018)
- The Blacklist – serie TV, 1 episodio (2019)
- The Gilded Age – serie TV, episodio 1x10 (2022)
- Bull – serie TV, episodio 6x17 (2022)

## Doppiatori italiani
Nelle versioni in italiano delle opere in cui ha recitato, Stephen Spinella è stato doppiato da:
- Mino Caprio in Alias (Mr. Kishell), The Normal Heart
- Fabrizio Pucci in Milk
- Fabrizio Temperini in Alias (Harkin)
- Enrico Pallini in House of D - Il mio amico speciale
- Ambrogio Colombo in 24
- Enrico Di Troia in Grey's Anatomy
- Andrea Lavagnino in Law & Order: Unità vittime speciali
- Giorgio Locuratolo in Desperate Housewives
- Oliviero Cappellini in Nip/Tuck
- Roberto Chevalier in The Mentalist
- Luca Dal Fabbro in Big Love
- Paolo Maria Scalondro in The Knick
- Pasquale Anselmo in Code Black
- Massimiliano Virgilii in Copia originale
- Sandro Acerbo in Bad Education
- Gianluca Tusco in Bull
- Antonio Sanna in Royal Pains